# Cabello de ángel (canción)
«Cabello de ángel» es una canción interpretada por la cantante chilena Denise Rosenthal. Se estrenó el 25 de enero de 2018 por Universal Music Chile, como el tercer sencillo del álbum Cambio de piel (2017).

## Antecedentes y lanzamiento
A pocos meses del lanzamiento oficial del álbum Cambio de piel, el primer disco de la mano de Universal Music, Denise estrenó para su promoción «Cabello de ángel» como el tercer sencillo el 25 de enero de 2018.

## Composición
La canción escrita por Denise junto a Andrés Landon y producida por este último, aborda de la relación que no son sanas, si no que más bien tóxicas y negativas. «Cabello de ángel, es una planta parásita, una trepadora, vive a costa de la planta madre hasta acabar con su vida. Es una alusión a las relaciones poco sanas, un llamado a evaluar y a reflexionar sobre nuestras propias relaciones»  escribió Denise en sus redes sociales.

## Vídeo musical
El video dirigido por Claudia Huaiquimilla, se publicó junto a la canción el 25 de enero de 2018. El vídeo se grabó íntegramente en la Casona de Juan Pablo Johson, en el se ve a una Denise intensa, bailando con pasos coreográficos los mensajes que entrega el tema.
El 8 de abril del mismo año, la cantante lanzó una versión acústica de la pista en sus plataformas.

## Posicionamiento en listas
| Listas (2018)          | Mejor posición |
| ---------------------- | -------------- |
| Chile (Monitor Latino) | 64             |